# Bell 206
Bell 206 (Bell JetRanger) – jeden z najpopularniejszych śmigłowców na świecie. Zaprojektowany na potrzeby armii amerykańskiej przez Bell Helicopter Textron (został później po części zastąpiony przez OH-58 Kiowa) w 1960 roku. Na cywilny rynek wyszedł w 1967 pod nazwą JetRanger. Używa go United States Navy, policja i osoby prywatne. Występuje w wielu wersjach m.in. „latającej limuzyny” i karetki pogotowia.

## Historia
Bell 206 to rodzina dwułopatowych, jedno- i dwusilnikowych śmigłowców, produkowanych przez Bell Helicopter w fabryce Mirabel w Quebec. Pierwotnie opracowany jako Bell YOH-4 w ramach programu lekkich śmigłowców obserwacyjnych armii Stanów Zjednoczonych, nie został wybrany przez armię. Bell przeprojektował płatowiec i z powodzeniem wprowadził go na rynek jako pięciomiejscowy Bell 206A JetRanger. Nowy projekt został ostatecznie wybrany przez wojsko jako OH-58 Kiowa. Bell opracował również siedmiomiejscową wersję LongRanger, który później był oferowany jako maszyna dwusilnikowa pod nazwą TwinRanger, podczas gdy Tridair Helicopters oferuje podobną konwersję LongRangera o nazwie Gemini ST. Przypisane przez ICAO oznaczenie modelu „B06” jest używane w planach lotów dla JetRanger i LongRanger, a oznaczenie „B06T” jest używane dla dwusilnikowych TwinRangerów. Powstało łącznie wiele wersji śmigłowca Bell 206, zarówno na rynek cywilny, jak i wojskowy oraz kilka wersji rozwojowych.

## Wersje
Cywilne:
- Bell 206 – 5 prototypów YOH-4A zbudowanych na potrzeby programu LOH dla sił zbrojnych USA,
- Bell 206A – pierwsza wersja produkcyjna, napędzana silnikiem turbowałowym Allison 250-C18. Certyfikat FAA otrzymał w 1966 roku. Wybrany jako OH-58A Kiowa w 1968 roku,
- Agusta-Bell 206 – wersja licencyjna produkowana we Włoszech,
- Bell 206A-1 – OH-58A zmodyfikowane pod kątem certyfikacji cywilnej FAA,
- Agusta-Bell 206A-1 – wersja licencyjna produkowana we Włoszech,
- Bell 206B – wyposażona w ulepszony silnik Allison 250-C20,
- Agusta-Bell 206B – wersja licencyjna produkowana we Włoszech,
- Bell 206B-2 – model Bell 206B posiadający ulepszenia z wersji Bell 206B-3,
- Bell 206B-3 – zmodernizowany silnik Allison 250-C20J i dodano 2 cale (51 mm) do średnicy wirnika ogonowego w celu lepszej kontroli odchylenia,
- Bell 206L LongRanger – powiększona wersja w siedmioosobowej konfiguracji, napędzana silnikiem turbowałowym Allison 250-C20B,
- Bell 206L-1 LongRangen II – wersja o większej mocy, napędzana silnikiem turbowałowym Allison 250-C28,
- Bell 206L-1+ LongRanger  – silnik 250-C30P, część usprawnień z wersji 206L-4,
- Bell 206L-3 LongRanger III – napędzany silnikiem turbowałowym Allison 250-C30P,
- Bell 206L-3+ LongRanger –  posiada część usprawnień z wersji 206L-4,
- Bell 206L-4 LongRanger IV – ulepszona wersja, wyposażona w zmodyfikowane silniki 250-C30P i lepszą przekładnię,
- Bell 206LT TwinRanger –  dwusilnikowa wersja Bell 206L, zastąpiony przez Bell 427,
- Bell 407 – oparty na modelu 206L, wyposażony w czterołopatowy wirnik nośny.

Wojskowe:
- Bell 206AS – wersja eksportowa dla Armada de Chile,
- Bell CH-139 JetRanger – kanadyjskie wojskowe oznaczenie Bell 206B-3,
- Hkp 6A – Agusta-Bell 206A, oznaczenie armii szwedzkiej. Używane jako śmigłowce szkoleniowe, łącznikowe, transportowe, zwiadowcze i przeciwpancerne uzbrojone w przeciwpancerne pociski kierowane,
- Hkp 6B – oznaczenie Agusta-Bell 206A w Svenska marinen. Wariant ten został wyposażony w pneumatyczne pływaki pozwalające na awaryjne lądowanie na wodzie,
- OH-58 Kiowa – lekki śmigłowiec rozpoznawczy,
- TH-57A Sea Ranger – komercyjne Bell 206A zakupione jako śmigłowce szkolne US Navy w styczniu 1968 roku,
- 206L TexasRanger – proponowana wojskowa wersja eksportowa. Zbudowano jeden demonstrator w 1981 roku,
- TH-57B – komercyjne śmigłowce Bell 206B-3 zakupione przez US Navy w 1989 roku jako następca TH-57A,
- TH-57C – komercyjne śmigłowce Bell 206B-3 zakupione przez US Navy,
- TH-57D – propozycja modernizacji wersji TH-57C oraz TH-57D,
- TH-67 Creek – komercyjne Bell 206B-3 zakupione w 1993 roku jako śmigłowiec szkolny dla US Army.